# Remscheid Hauptbahnhof

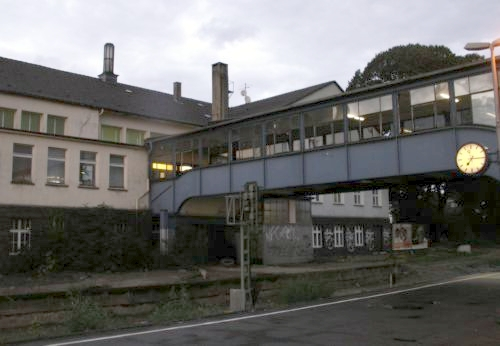
Altes Empfangsgebäude

Remscheid Hauptbahnhof ist ein Bahnhof in der bergischen Stadt Remscheid. Er befindet sich am Willy-Brandt-Platz nahe der Remscheider Innenstadt und ist eine von wenigen „Hauptbahnhof“ genannten Zugangsstellen in deutschen Großstädten, die nicht vom Schienenpersonenfernverkehr bedient werden.

## Geschichte
Die Bergisch-Märkische Eisenbahn-Gesellschaft eröffnete am 1. September 1868 den ersten Abschnitt ihrer Bahnstrecke Rittershausen–Opladen von Oberbarmen (damals noch Rittershausen genannt) nach Lennep, zusammen mit einer Zweigstrecke nach Remscheid, wodurch die Stadt erstmals Eisenbahnanschluss erhielt. Der Remscheider Bahnhof (der spätere Hauptbahnhof) war wie die Nebengebäude in Fachwerkbauweise ausgeführt worden.
Die Stichstrecke wurde zum 1. September 1883 über den Remscheider Bahnhof hinaus als Bahnstrecke Lennep–Hasten nach Hasten verlängert und erhielt 1891 von Lennep bis Remscheid ein zweites Gleis. Fünf Jahre später kam auch noch eine Verbindung nach Bliedinghausen hinzu, die jedoch immer nur dem Güterverkehr diente.
In Zusammenhang mit dem Bau der Strecke nach Bliedinghausen wurde auch die Bahnsteiganlage modifiziert. Die Personenzüge aus Hasten erhielten einen eigenen Kopfbahnsteig westlich des Empfangsgebäudes. Die bisher dort gelegenen Überladegleise entstanden östlich der Bismarckstraße als der spätere Vorbahnhof Remscheid Ost neu und wurden zum Herbst 1900 viergleisig über eine Überführung der Bismarckstraße an den Bahnhof angebunden.
Im Zuge des Baus der Verbindungsstrecke über Güldenwerth nach Solingen über die Müngstener Brücke musste die Lokstation aus Platzgründen Anfang 1896 aufgegeben und die Lokunterhaltung an das in der Nachbarstadt Lennep entstandene Betriebswerk abgegeben werden.

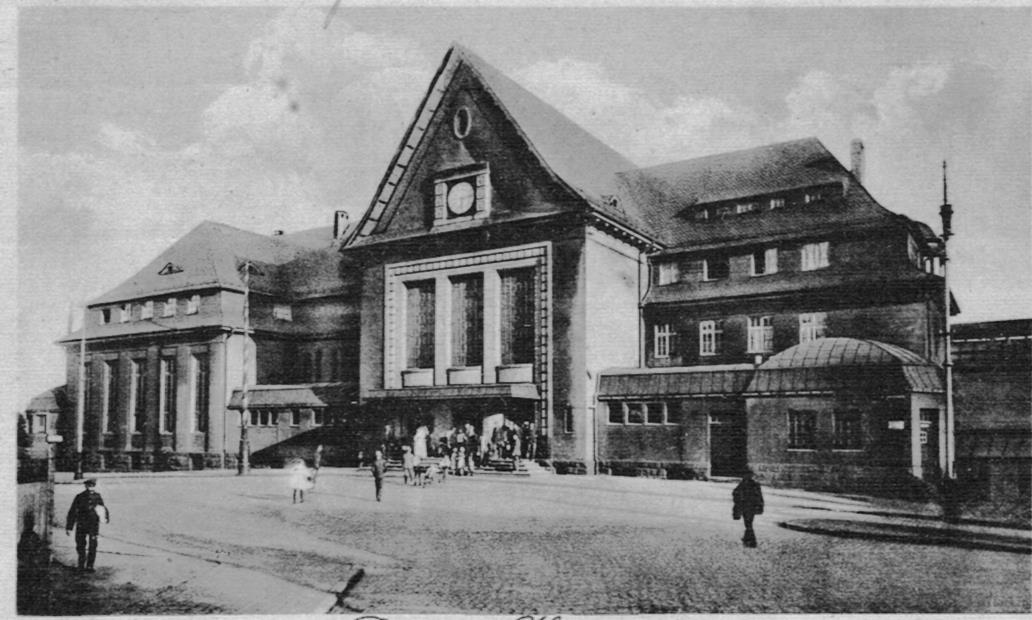
Hauptbahnhof um 1925

1897 wurde schließlich die Lücke zwischen Solingen Süd und Remscheid geschlossen, 1907 wurde diese Strecke zweigleisig ausgebaut. Somit besaß der Remscheider Bahnhof Bahnverbindungen in vier Richtungen (sowie zusätzlich via Lennep in Richtung Opladen). Am 10. August 1911 konnte ein repräsentativer steinerner Neubau des Empfangsgebäudes eingeweiht werden, der das vorhandene, wegen seines beschränkten Raumangebotes im Volksmund Zigarrenkiste genannte Gebäude ersetzte. Die Hastener Strecke endete weiterhin auf einem Stumpfgleis auf der Westseite des Gebäudes, die bisherigen zwei Gleise wurden durch einen Mittelbahnsteig und einen Hausbahnsteig mit dazwischen liegender Fußgängerbrücke und einem Tunnel zum Bahnpostamt ergänzt. Der Neubau wurde durch den Wiederaufbau eines Teils der Bahnsteighalle des Bahnhofes Elberfeld-Döppersberg ergänzt und die Güterabfertigung 1911 auf die gegenüberliegende südliche Seite des Gleisfeldes (Ladestraße) verlegt.
Bis 1911 nannte man die Gegend um den Bahnhof An der Quatsche, im Dritten Reich hieß der Platz vor dem Bahnhof Adolf-Müller-Straße.
Im Jahr 1914 wurde der Bahnhof in Remscheid Hauptbahnhof umbenannt, um die Bedeutung als wichtigster Bahnhof der Stadt Remscheid zu betonen. Bereits 1922 wurde der Personenverkehr nach Hasten eingestellt, der Güterverkehr war auf Grund des Stückgutverkehrs mit den Bahnhöfen Hasten und Vieringhausen sowie des Wagenladungsverkehrs zu zehn Anschlussgleisen von Industriebetrieben an der Strecke noch recht umfangreich. Der Güterverkehr bis Hasten wurde 1986, bis Vieringhausen erst 1988 eingestellt, die offizielle Streckenstilllegung erfolgte zum 31. Dezember 1990. Zwischen März 1993 und September 1996 wurde die Strecke abgebaut. 2006 wurde die Bahntrasse zum Wanderweg Trasse des Werkzeugs umgebaut.
Die Bedeutung des Remscheider Hauptbahnhofs blieb stets hinter der des Bahnhofs der damaligen Nachbarstadt (bis 1929) und des heutigen Stadtteils Lennep zurück, jedoch war er von der Eröffnung an bis zur Eingemeindung Lenneps der wichtigste Bahnhof auf dem Gebiet der Stadt Remscheid.

### Fernverkehr in Remscheid Hbf
In den 1960er und 1970er Jahren gab es durch Kurswagen ab Remscheid-Lennep über Remscheid Hbf direkte Zugverbindungen mit Süddeutschland.
Hier verkehrte nach dem Fernkursbuch 1965 täglich der D 803/D 804, der in Solingen-Ohligs vom bzw. an den D 403/D 404 nach/von Wuppertal-Oberbarmen gekoppelt wurde, zuschlagpflichtig nach Passau oder Regensburg.
Ein Jahrzehnt später handelte es sich um den E 3256, der mit einem ABüm und einem Büm samt 212 062 einen Kurswagenzug zum D 515 nach Solingen-Ohligs brachte. Der Schnellzug fuhr im Stamm von Münster nach München. So war es möglich, von Lennep (ab 10:22 Uhr) direkt in die bayerische Landeshauptstadt zu reisen (an 18:24 Uhr).
Die Zugpaare überquerten dabei jeweils die Müngstener Brücke.

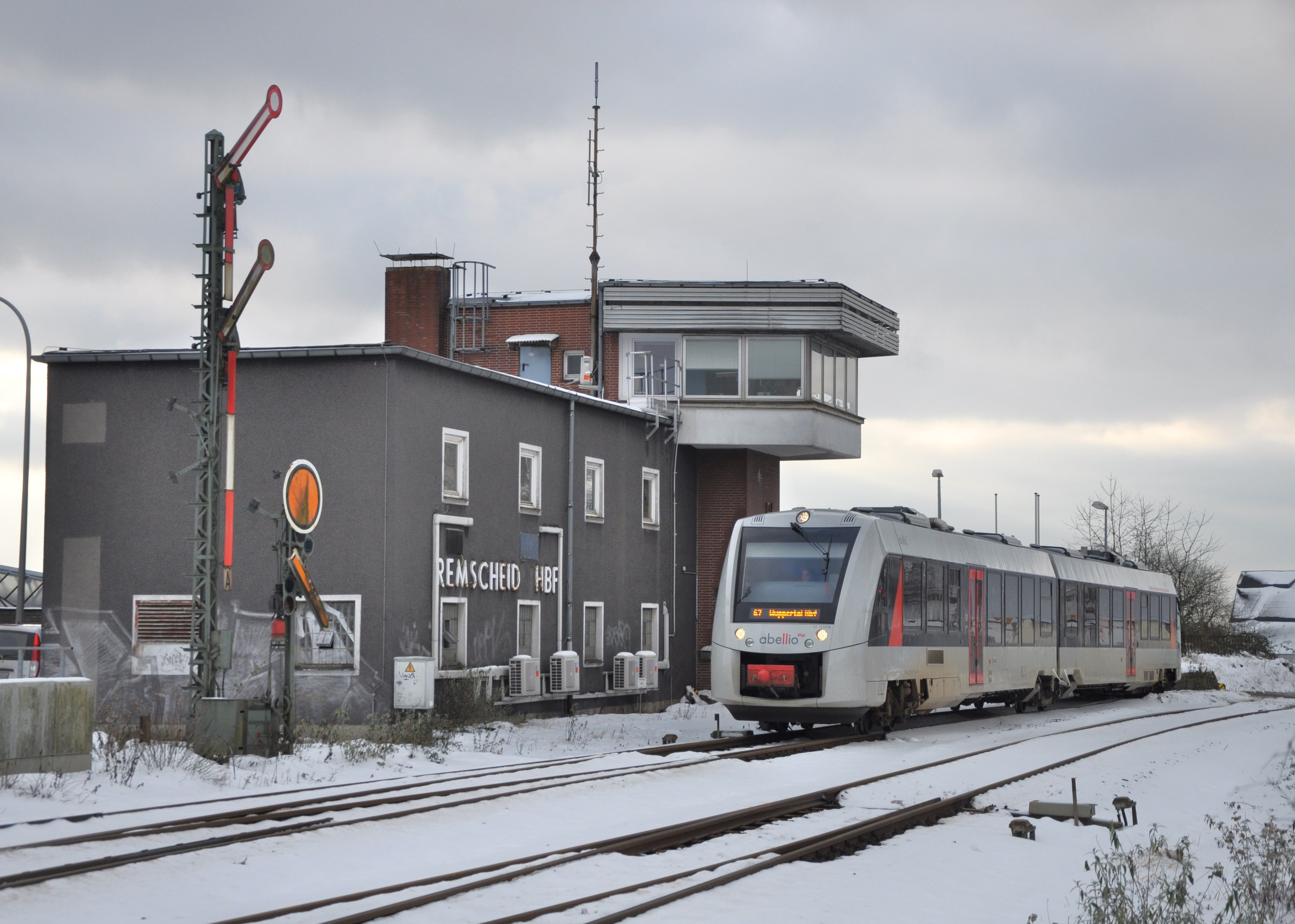
Stellwerk Rf mit einem Zug von Abellio

Am 28. April 1974 wurde am südwestlichen Ende des Bahngeländes neben dem Bahnübergang Papenberger Straße das Zentralstellwerk Rf als Spurplandrucktastenstellwerk der Bauart Sp Dr L 60 in Betrieb genommen. Es wurde für den Betrieb des Hauptbahnhofs selbst, des Bahnhofs in Güldenwerth, des Haltepunktes Solingen-Schaberg, der Strecken nach Bliedinghausen und Hasten sowie für verschiedene beschrankte Bahnübergänge in Remscheid zuständig.

### Umbau
Das nach der Kriegszerstörung in vereinfachter Form auf den noch verbliebenen Grundmauern wieder aufgebaute und am 14. August 1956 erneut eingeweihte Empfangsgebäude war mehrere Jahre lang Gegenstand heftiger Diskussionen. Da seitens der Bahn nur die nötigsten Arbeiten durchgeführt wurden, verschlechterte sich dessen Zustand immer weiter. Im Rahmen der „Regionale 2006“ wurde daher im Zuge der Sanierung der Bahnhöfe und der Bahnstrecke ein kompletter Neubau des Bahnhofs beschlossen. Im Zeitraum zwischen Dezember 2006 und Februar 2007 wurde das alte Bahnhofsgebäude abgerissen. Um die alte Fußgängerüberführung zu ersetzen, wurde bereits im November 2006 durch das THW eine Behelfsbrücke aufgebaut, die bis zur Fertigstellung des Neubaus in Betrieb war. Das geplante Schaufenster der Wirtschaft wurde mangels Investoren nicht gebaut, stattdessen wurden Grün- und Freizeitanlagen angelegt.
Im April 2009 wurde der umgebaute Remscheider Hauptbahnhof eröffnet.

### Betriebshof

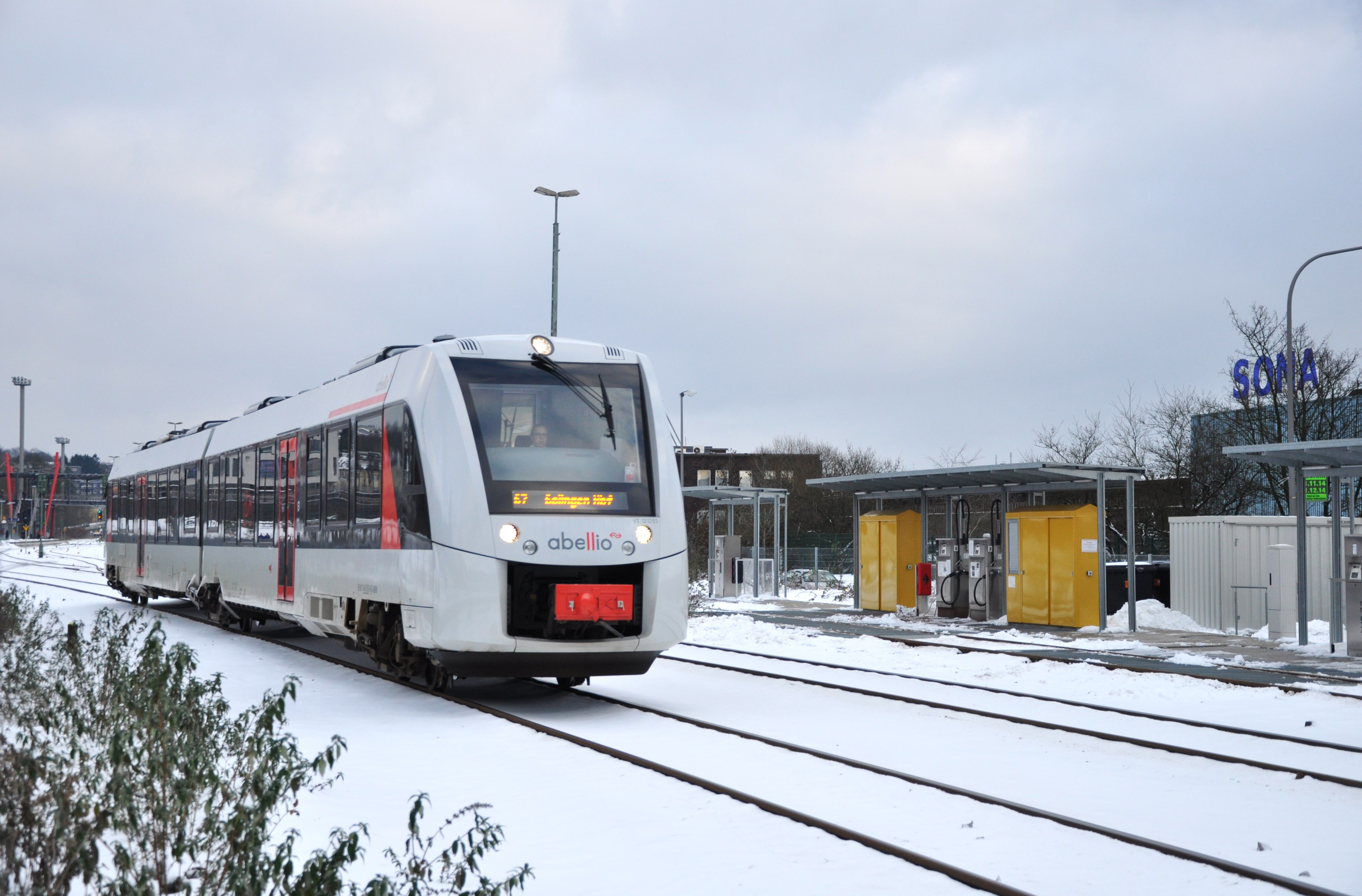
Ein Zug von Abellio passiert den Betriebshof

2013 entstand auf dem Gelände des Hauptbahnhofs, wo zuvor die Gütergleise verlaufen waren, ein Betriebshof des privaten Bahnunternehmens Abellio Rail NRW, welches die Linie S 7 zwischen Dezember 2013 und Januar 2022 betrieb. Dieser umfasst unter anderem eine Tankstelle für die Dieseltriebwagen und eine Entsorgungsstation für die Chemietoiletten.

## Bedienung

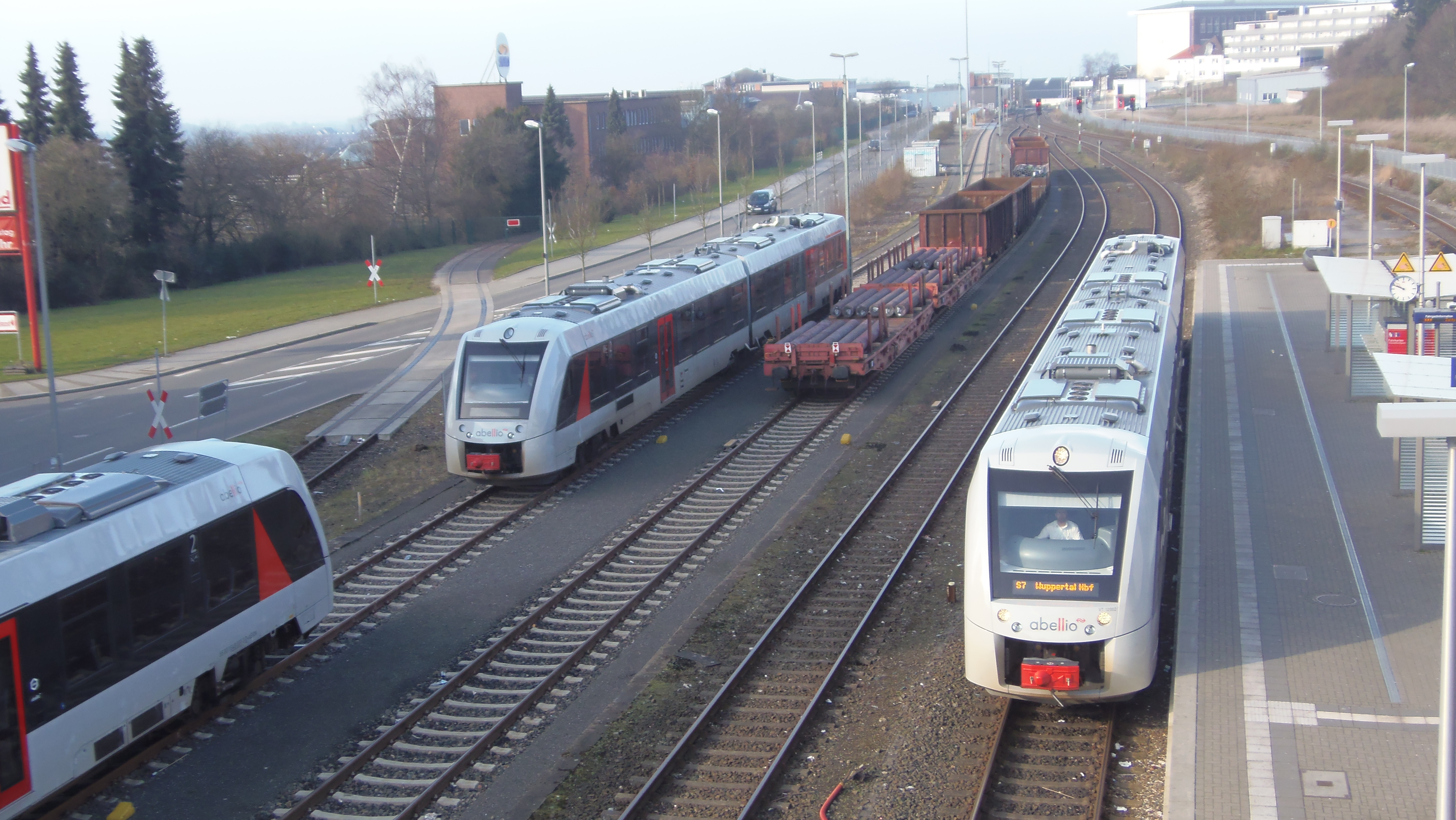
Zug der Linie S7 in Remscheid Hbf

Nach der Einstellung des Personenverkehrs nach Hasten im Jahre 1922 war die später als Der Müngstener bekannte Regionalbahn RB 47 von Solingen Hauptbahnhof nach Wuppertal Hauptbahnhof die einzige Verbindung im Personenverkehr, welche den Remscheider Hauptbahnhof anfuhr. Die Verbindung wurde zum 15. Dezember 2013 in das Netz der S-Bahn Rhein-Ruhr eingegliedert und fährt seitdem unter der Liniennummer S 7. Durch die Stilllegung der übrigen von Lennep ausgehenden Strecken gab es auch auf dem übrigen Remscheider Stadtgebiet keine weitere Bahnverbindung mehr. Die Strecke vom Hauptbahnhof nach Bliedinghausen wird noch im Güterverkehr befahren.
Seit dem Fahrplanwechsel am 11. Dezember 2022 bedient eine weitere Bahnlinie den Remscheider Hauptbahnhof. Die Regional-Express-Linie RE 47 (Düssel-Wupper-Express) verbindet Remscheid im Stundentakt mit Düsseldorf. Betreiber ist die Regiobahn mit Firmensitz in Mettmann.
Für den Personenverkehr stehen zwei Bahnsteiggleise zur Verfügung. Außerdem existieren mehrere Gütergleise. Auf dem Vorplatz des Bahnhofs verkehren und halten Linien der Stadtwerke Remscheid sowie anderer Verkehrsunternehmen im Stadt- und Regionalverkehr.

### Bahnverkehr
| Linie | Linienverlauf | Takt                                               | Gleis |
| ----- | --- | -------------------------------------------------- | ----- |
| S 7   | Der Müngstener: Wuppertal Hbf – W-Unterbarmen – W-Barmen – W-Oberbarmen – W-Ronsdorf – RS-Lüttringhausen – RS-Lennep – Remscheid Hbf – RS-Güldenwerth – SG-Schaberg – Solingen Mitte – SG-Grünewald – Solingen Hbf Stand: Fahrplanwechsel Dezember 2023 | 20 min (wochentags) 30 min (Wochenenden/Feiertage) | 2/3   |
| RE 47 | Düssel-Wupper-Express: Düsseldorf Hbf – Düsseldorf-Eller Mitte – Hilden – Solingen Hbf – Solingen-Grünewald – Solingen Mitte – Remscheid-Güldenwerth – Remscheid Hbf – Remscheid-Lennep Stand: April 2024                                               | 60 min                                             | 2/3   |

### Busverkehr
Die unten angegebenen Taktzeiten beziehen sich auf die Hauptverkehrszeiten von Montag bis Freitag.
| Linie | Linienverlauf | Betreiber | Takt          | Bussteig |
| CE63  | Remscheid Allee-Center – Friedrich-Ebert-Platz – Remscheid Hbf – Neuenkamp/Stadtwerke – Bökerhöhe – Lüttringhausen Rathaus – Klausen – Am Blaffertsberg – Hülsberg – Industriehof Lüttringhs. – Luckhausen – Lüttringhausen Bf (Beyb.Str) | SR        | 60 min Mo -Fr | D4/B2    |
| 260   | Hochstraße – Friedrich-Ebert-Platz – Remscheid Hbf – Zentralpunkt – Mannesmann – Remscheid-Bliedinghausen – Wermelsk. Preyersmühle – Friedenstr – Wermelskirchen Busbf – Rathaus (Nur in Fahrtrichtung Köln Hbf/Breslauer Platz) – Wermelsk. RVK-Niederlassung – Wermelsk. Tente – Burscheid – Hilgen/Raiffeisenplatz – Kaltenherberg Ort – Blechersiefen – Neuboddenberg – LEV-Schlebusch – Schleb. Nitummer Weg – K-Mülheim Wiener Platz – K-Deutz Im Rheinpark – Köln-Deutz/Messe Bf – Köln Hbf/Breslauer Platz | RVK       | 30 min        | B/C2     |
| 615   | Neuenkamp/Stadtwerke – Remscheid Hbf – Friedrich-Ebert-Platz – Hochstraße – Heidhof – Richard-Lindenberg-Platz – Hasten Museum – RS-Gerstau – Kleinenhammer – Dohr – W-Cronenfeld – W-Hahnerberg – Im Johannistal – W-Universität – Blankstraße – Historische Stadthalle – W-Elberfeld Hbf | SR,WSW    | 20 min        | D4/A4    |
| 652   | Hochstraße – Friedrich-Ebert-Platz – Remscheid Hbf – Zentralpunkt – Struck – Großberghausen – Talsperre/Mebusmühle – Kenkhausen – Lüffringhausen – Belten – Wermelskirchen Taubengasse -> Weiter als 672 nach Remscheid Mitte | SR        | 30/60 min     | B2/C2    |
| 653   | RS-Hasten Kirche – Friedrich-Ebert-Platz – Remscheid Hbf – Zentralpunkt – Mannesmann – Ehringhausen – SG-Burger Bahnhof – Haus Sonne – Burg Aue | SR        | 20 min        | A4/C2    |
| 654   | (SG-Burger Bahnhof -) Reinshagen – Güldenwerth Bf – Rathaus/Gründerquartier – Friedrich-Ebert-Platz – Remscheid Hbf – Neuenkamp/Stadtwerke – Bökerhöhe – Jägerwald – Lennep Bf – Lennep Mitte – Lüttringhausen Altstadt – Lüttringhausen Mitte – Lüttringhausen Bf (Schleife) | SR        | 20 min        | D4/B3    |
| 655   | Stadtpark/Quimperplatz – Friedrich-Ebert-Platz – Remscheid Hbf – Zentralpunkt – Mixsiepen – Bökerhöhe – Jägerwald – Lennep Bf – Lennep Mitte – Hackenberg/Badeparadies H2O | SR        | 20 min        | D4/B2    |
| 657   | RS-Hasten Kirche – Stockden – Rathaus/Gründerquartier – Friedrich-Ebert-Platz – Remscheid Hbf – Blumental Schleife | SR        | 30/60 min     | D1/B2    |
| 658   | (SG-Müngsten Brückenpark) – Morsbach – Güldenwerth Bf – Stockden – Stadtpark/Quimperplatz – Rathaus/Gründerquartier – Friedrich-Ebert-Platz – Remscheid Hbf – Rosenhügel – Zentralpunkt – Falkenberg | SR        | 30 min        | B2/C1    |
| 660   | Rathaus/Gründerquartier – Friedrich-Ebert-Platz – Remscheid Hbf – Clarenbach – Goldenberg – Klausen – Lüttringhausen Mitte – Lüttringhausen Bf (Schleife) | SR        | 20 min        | D4/B2    |
| 664   | Kremenholl/Paulstr.– Amtsgericht – Rathaus/Gründerquartier – Friedrich-Ebert-Platz – Remscheid Hbf – Fichtenhöhe – Hohenhagen – Ueberfeld – Bökerhöhe – Hasenberg – Lennep Mitte – Lennep Bf | SR        | 20 min        | D4/B3    |
| 670   | W-Ronsdorf Markt – Am Stadtbahnhof – Halbach – Clarenbach – Raspelweg – Steinberg – Friedrich-Ebert-Platz – Remscheid Hbf – Honsberg Sportplatz | SR        | 20 min        | D1/A3    |
| 672   | Hochstraße – Friedrich-Ebert-Platz – Remscheid Hbf – Zentralpunkt – Struck – Großberghausen – Talsperre/Mebusmühle – Ortlinghaus – Wermelskirchen Busbf -> Weiter als 652 nach Remscheid Mitte | SR        | 30/60 min     | B2/C2    |
| 673   | Nordstraße/TBR – Friedrich-Ebert-Platz – Remscheid Hbf – Rosenhügel – Mannesmann – Bliedinghausen – (WK-Preyersmühle – WK-Eschbachtal Strandbad – Talsperre/Raststätte) | SR        | 60 min        | A3/C1    |
| 675   | Richard-Lindenberg-Platz – Ibacher Mühle – Am Rather Berg – Sieper Höhe – Heidhof – Hochstraße – Friedrich-Ebert-Platz – Remscheid Hbf – Zentralpunkt – Erich-Thienes-Straße – Baisiepen Tennisplatz | SR        | 30/60 min     | B2/C2    |

### Nachtexpresse
| Linie | Linienverlauf | Takt   | Bussteig |
| ----- | --- | ------ | -------- |
| NE12  | Friedrich-Ebert-Platz – Remscheid Hbf – Rosenhügel – Zentralpunkt – Struck – Baisiepen – Falkenberg – Mannesmann – Bliedinghausen – WK-Preyersmühle – Friedenstr – Wermelskirchen Mitte – Belten – Talsperre/Mebusmühle – Großberghausen – Struck – Zentralpunkt – Rosenhügel – Remscheid Hbf – Friedrich-Ebert-Platz | 60 min | B        |
| NE13  | Remscheid Hbf – Friedrich-Ebert-Platz – Rathaus/Gründerquartier – Güldenwerth Bf – Reinshagen – Solingen-Burger Bahnhof – Ehringhausen – Mannesmann – Zentralpunkt – Hohenhagen – Fichtenhöhe – Remscheid Hbf – Friedrich-Ebert-Platz | 60 min | A        |
| NE14  | Friedrich-Ebert-Platz – Remscheid Hbf – Zentralpunkt – Mixsiepen – Bökerhöhe – Lennep Bf – Lennep Mitte – Hasenberg – Hackenberg – Lüttringhausen Mitte – Goldenberg – Clarenbach – Remscheid Hbf – Friedrich-Ebert-Platz | 60 min | B        |
| NE15  | Remscheid Hbf – Friedrich-Ebert-Platz – Hochstraße – Heidhof – Richard-Lindenberg-Platz – Hasten Museum – RS-Gerstau – Kleinenhammer – Dohr – W-Cronenfeld – W-Hahnerberg – Im Johannistal – W-Universität – Blankstraße – Historische Stadthalle – W-Elberfeld Hbf Linienverlauf Letzte fahrt am Wochenende 03:10 W-Elberfeld Hbf – Historische Stadthalle – Unterer Grifflenberg – Mensa – Im Ostersiepen – Blankstraße – W-Hahnerberg – W-Cronenfeld – Dohr – Kleinenhammer – RS-Gerstau – Hasten Museum – Richard-Lindenberg-Platz – Heidhof – Hochstraße – Friedrich Ebert Platz – Remscheid Hbf – Neuenkamp/Stadtwerke\|\| 30/60 min \|\| A |        |          |
| NE16  | Friedrich-Ebert-Platz – Remscheid Hbf – Clarenbach – Goldenberg – Lüttringhausen Mitte – Klausen – Wuppertal-Ronsdorf Bf – Kratzkopfstraße – Am Stadtbahnhof – Halbach – Lüttringhausen Mitte – Lennep Mitte – Lennep Bf – Bökerhöhe – Neuenkamp/Stadtwerke – Remscheid Hbf – Friedrich-Ebert-Platz | 60 min | B        |
| NE17  | Remscheid Hbf – Friedrich-Ebert-Platz – Stadtpark/Quimperplatz – Steinberg – Rath – RS-Hasten – Steinberg – Remscheid Hbf – Stachelhausen – Rathaus/Gründerquartier – Friedrich-Ebert-Platz – Remscheid Hbf | 60 min | A        |
| NE18  | Remscheid Hbf – Friedrich-Ebert-Platz – Rathaus/Gründerquartier – Stadtpark/Quimperplatz – Stockden – Güldenwerth Bf – Reinshagen (- SG-Müngsten Brückenpark – Morsbach) – Vieringhausen – Stadtpark/Quimperplatz – Friedrich-Ebert-Platz – Remscheid Hbf | 60 min | A        |
| NE19  | Friedrich-Ebert-Platz – Remscheid Hbf – Fichtenhöhe – Hohenhagen – Bökerhöhe – Hasenberg – Hackenberg – Lennep Mitte – Lennep Bf – Radevormwald-Herbeck – Radevormwald Mitte – Radevormwald-Herbeck – Lennep Mitte – Lennep Bf – Bökerhöhe – Mixsiepen – Zentralpunkt – Remscheid Hbf – Friedrich-Ebert-Platz | 60 min | B        |
| NE20  | Friedrich-Ebert-Platz – Remscheid Hbf (– Blumental Schleife) – Honsberg Sportplatz – Kremenholl/Paulstr – Stachelhausen – Remscheid Hbf – Friedrich-Ebert-Platz | 60 min | C        |